# Pluto babysitter
Pluto babysitter (Canine Patrol) è un film del 1945 diretto da Charles A. Nichols. È un cortometraggio animato della serie Pluto, prodotto dalla Walt Disney Productions e uscito negli Stati Uniti il 7 dicembre 1945, distribuito dalla RKO Radio Pictures. Il corto è dedicato ai cani della guardia costiera.

## Trama
Pluto è un cane della guardia costiera che si imbatte in un uovo, da cui nasce una piccola tartaruga. La tartarughina tenta più volte di andare in mare ma, poiché la balneazione è vietata, Pluto la riporta ogni volta a terra. Durante una di queste operazioni, però, Pluto finisce nelle sabbie mobili. Allora la tartaruga, che può nuotare anche sopra di esse, porta Pluto in salvo. Il cane permette quindi alla tartarughina di nuotare, facendole trainare il suo canotto.

## Distribuzione

### Edizioni home video

#### VHS
- Le avventure di Pluto (gennaio 1985)[1]
- Le avventure di Pluto (febbraio 1990)[2]

#### DVD
Il cortometraggio è incluso nel DVD Walt Disney Treasures: Pluto, la collezione completa - Vol. 1.